# Mszana Dolna (gromada)
Mszana Dolna – dawna gromada, czyli najmniejsza jednostka podziału terytorialnego Polskiej Rzeczypospolitej Ludowej w latach 1954–1972.
Gromady, z gromadzkimi radami narodowymi (GRN) jako organami władzy najniższego stopnia na wsi, funkcjonowały od reformy reorganizującej administrację wiejską przeprowadzonej jesienią 1954 do momentu ich zniesienia z dniem 1 stycznia 1973, tym samym wypierając organizację gminną w latach 1954–1972.
Gromadę Mszana Dolna z siedzibą GRN w mieście Mszana Dolna (nie wchodzącym w skład gromady) utworzono 31 grudnia 1961 w powiecie limanowskim w woj. krakowskim z obszarów zniesionych gromad Kasina Wielka i Kasinka Mała; równocześnie do nowo utworzonej gromady Mszana Dolna przyłączono wieś Glisne z gromady Raba Niżna oraz wieś Łostówka z gromady Mszana Górna.
1 stycznia 1969 do gromady Mszana Dolna przyłączono obszar zniesionej gromady Raba Niżna.
W kwietniu 1969 dla gromady ustalono 27 członków gromadzkiej rady narodowej. 1 stycznia 1970 gromada składała się ze wsi: Glisne, Kasina Wielka, Kasinka Mała, Łostówka, Olszówka i Raba Niżna.
Gromada przetrwała do końca 1972 roku, czyli do kolejnej reformy gminnej. Z dniem 1 stycznia 1973 roku reaktywowano zniesioną w 1954 roku gminę Mszana Dolna.